# Приватне библиотеке у Старом Риму
Између трећег и другог века п. н. е важност грчке културе и страствено дивљење књижевности натерали су Римљане да сакупљају грчке радове и стварају различите врсте приватних библиотека, које су служиле потребама породице и пријатеља. Прва значајна римска библиотека о којој је забележена нека информација била је библиотека  Емила Паула. Био је римски генерал, поразио је краља Персеја Македонског у 168.- г.п. н. е. Он је прикупио све драгоцености, али само библиотеку сачувао за себе..
По узору на њега, освајачима је било уобичајено да доносе књиге као ратни плен. Једну од значајних колекција је донео Сула који је освојио Атину у 86 п. н. е. и запленио Аристотелову библиотеку. Ова збирка је садржала део Аристотелове библиотеке. Верује се да је Сулла отворио библиотеку својим пријатељима и сам постао књижевни стручњак. Преписао је библиотеку свом сину Фаусту, који доноси правило да је изношење књига стриктно забрањено, али је свако могао да дође да их чита.
Цицерон (106.-43. п. н. е.), римски политичар, филозоф и писац, такође је био један од најпознатијиг власника приватне библиотеке. Цицероновоа писма, која су очувана изузетно добро, садрже бројне референце не само за своју библиотеку, већ и за оне које поседују друге римске аристократе, као и њихове књижевне навике.
У једном од својих писма Цицерон помиње и библиотеку познату као Вила папируса После ерупције Везува 79. г.п. н. е. остала је затрпана испод 30м вулканског пепела. Пронађена је почетком осамнаестог века, доста свитака је нагорело, али довољно текста је преостало да се утврди садржај те библиотеке.За време приватних библиотека, ново дело могло се набавити на два начина. Књиге су добијане на поклон од стране породице или пријатеља или као позајмица где би обично неки од робова преписивао књигу.Треба рећи да је општеприхваћено да и жене могу бити високо образоване. Поред преписивања, куповина књиге је такође била могућа. Постоје записи где се помињу неке врсте књижара, као и места где су преписивали свитке.

## Хеленистичке библиотеке - могући узори за настанак библиотека у Старом Риму
Године 331. п. н. е. Александар Македонски оснива град који је по њему добио име Александрија. Александрија је настала у доба хеленизма, израсла је у један од највећих, ако не и највећи град на свету. Након Александрове смрти, краљевство није преузето као целина, већ су територије биле подељене између неколико владара.Потолемеји I, био је историчар и писац и упамћен је као оснивач Александријске библиотеке.
Друга јавна библиотека хеленистичког света саграђена је по угледу на величанствену Александријску у граду Пергаму. Познато је да је библиотека у Пергаму> била главни конкурент Александријској библиотеци. Претпоставља се да су ове две хеленистичке библиотеке највише утицале на развој римских библиотека јер је већина римских библиотека основано након проширења царства у источне провинције.
У првих пет стотина година своје историје, Римљани нису имали библиотеке. Римљани су се упознали са концептима књига и библиотека кроз своје контакте са Грцима. Прве римске библиотеке биле су приватне колекције стечене запленом за време освајања грчких држава. Каснија освајања ће донети књиге у виду ратног плена из Мале Азије и Сирије. Већина ових књига је нађена у приватним колекцијама победничких генерала или људи који су финансирали рат.